# Terme Vigliatore

Ubicació de Terme Vigliatore dins de la província

Terme Vigliatore (sicilià Tèrmini Vigghiaturi) és un municipi italià, dins de la ciutat metropolitana de Messina. L'any 2009 tenia 7.018 habitants. Limita amb els municipis de Barcellona Pozzo di Gotto, Castroreale, Furnari, Mazzarrà Sant'Andrea i Rodì Milici.

## Administració
| Període | Identitat        | Partit        |
| ------- | ---------------- | ------------- |
| 2007-   | Bartolo Cipriano | Llista cívica |